# Castello di Fougères
Il castello di Fougères (in francese:  château de Fougères;  in bretone Kastell Felger) è uno dei più celebri castelli della Bretagna, nonché uno dei più imponenti di tutt'Europa; è una fortezza medievale eretta nel XII secolo e più volte ampliata sino al XV secolo, posizionata su un isolotto roccioso sul fiume Nançon nella cittadina di Fougères, in una zona che un tempo rappresentava il confine tra il Regno di Francia e il Ducato di Bretagna.
La costruzione, una vera e propria cittadella fortificata che sostituì un preesistente castello in legno distrutto dagli Inglesi nel 1166, era stata concepita per accogliere la popolazione della città durante gli attacchi dei nemici. Il castello ebbe un'enorme importanza militare fino al XV secolo, quando il Ducato di Bretagna perse la propria indipendenza. È classificato come monumento storico sin dal 1892 ed è di proprietà del comune di Fougères.

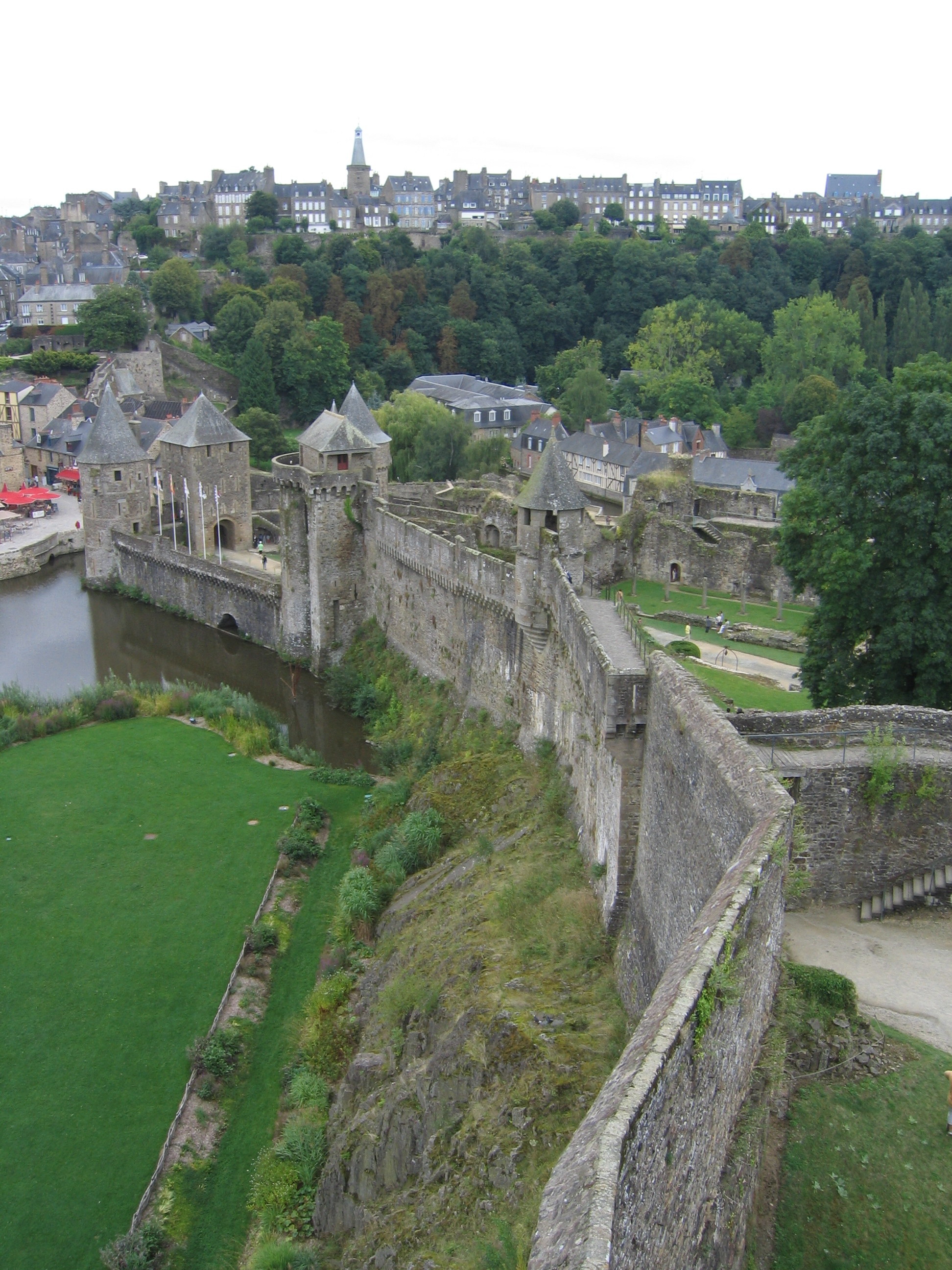

## Caratteristiche
Il castello si trova in Place Pierre-Symon e occupa un'area di ca. 2 ha; è costruito a pianta concentrica ed è costituito da tre mura di cinta circondate da un fossato e con 13 torri (alte 30 m e spesse 5), cinque delle quali servivano a protezione delle mura.

## Storia
Notizie di un castello o – quantomeno – di un torrione in legno eretto su un isolotto roccioso della valle del fiume Nançon si hanno già alla fine del X secolo.

Questo torrione venne distrutto nel 1166 dalle truppe del re inglese Enrico II Plantageneto (1133 - 1189).
La costruzione dell'edificio attuale venne ordinata da Raoul II (1130 -1194).